# Herb Sławna
Herb Sławna – jeden z symboli miasta Sławno w postaci herbu.

## Wygląd i symbolika
Herb przedstawia na czerwonym tle postać białego rybogryfa w postawie stojącej z żółto–niebieską szachownicą zamiast ogona. Z lewej strony tarczy herbowej wijący się niebieski nurt rzeki w słup.
Błękitna wstęga (w słup), nawiązująca do nurtu rzeki Wieprzy.

## Historia
Herb przyjęty został po uzyskaniu praw miejskich 22 maja 1317 roku. Wizerunek herbowy powtarza się na wielu pieczęciach miejskich począwszy od XIV wieku. Nie jest jasne co w herbie znaczyła szachownica – być może symbolizowała mury miejskie lub, jak przypuszcza Marian Gumowski, mogła mieć charakter różnicujący, ponieważ na Pomorzu wiele miast posługiwało się w herbie gryfem, dodawano więc elementy odróżniające herby od siebie.